# Sterling Betancourt

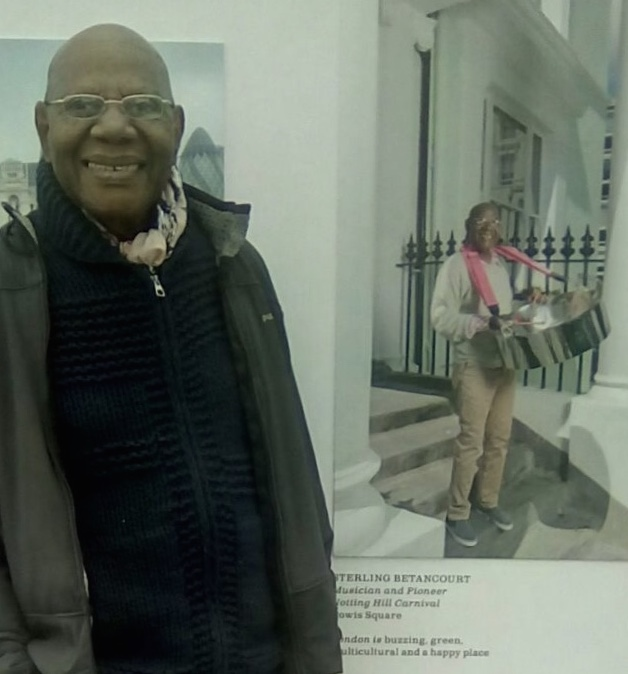
Sterling Betancourt (2016)

Sterling Betancourt, MBE (* 30. März 1930 in Laventille) ist ein trinidadischer Wegbereiter und erfolgreicher Musiker sowie Instrumentenbauer der Steel Pan.

## Leben
Betancourt wuchs in Laventille östlich von Port of Spain auf. Er war ein Steel-Pan-Bauer der ersten Stunde und spielte in der Steelband Crossfire. 1950 wurde er Gründungsmitglied der von der trinidadischen Regierung ins Leben gerufenen Steelband TASPO, die 1951 Großbritannien besuchte, um Steel-Pan-Musik auf dem Festival of Britain vorzustellen. TASPO reiste anschließend für Schallplattenaufnahmen nach Paris und danach zurück nach Trinidad; Betancourt reiste jedoch wieder nach London, ließ sich dort nieder und gründete mit Russell Henderson und Mervyn Constantine die erste Steelband-Combo in England. Auftritte in und um London waren die Folge, ebenso Radiosendungen und Gastspiele in Jazzklubs, da Russell Henderson oft Klavier spielte. 1964 folgte die Steelband einer Einladung und spielte auf einem Straßenfest in Notting Hill mit um den Hals gehängten Steel Pans. Dies markierte den Beginn des Notting Hill Carnival. Daraufhin spielte und unterrichtete Betancourt vermehrt auf dem europäischen Festland. Im Rahmen von Auftritten in Zürcher Hotels in den 1970er-Jahren schloss er Freundschaften mit Einheimischen und war Initiant zahlreicher Schweizer Steelbands.
Sterling Betancourt hat seit 1964 immer am Notting Hill Carnival teilgenommen. In seine „Pan around the neck“-Steelband Nostalgia integriert er jeweils Freunde aus ganz Europa.
2002 wurde Betancourt der Orden Member of the British Empire verliehen.